# Emil Holten
Emil Holten (født 8. august 1996) er en dansk fodboldspiller som spiller for  Elfsborg som angriber.
Emil Holten kom til Esbjerg fra Silkeborg IF i sommeren 2021, hvor SIF netop var rykket op i Superligaen, mens Emil Holten skulle forsætte i 1.division med  Esbjerg.